# Callidula sumatrensis
Callidula sumatrensis là một loài bướm đêm thuộc họ Callidulidae. Nó được tìm thấy ở Sundaland và Thái Lan. It’s habitat consists of lowland forest
Chúng bay ban ngày.